# Ricardo Rosselló
Ricardo Antonio Rosselló Nevares (San Juan, 7 de março de 1979) é um político norte-americano, foi Governador de Porto Rico de 2017 até 2019, quando renunciou o cargo. Revelou que deixaria o cargo de governador de Porto Rico no dia 2 de agosto de 2019, pelo motivo de estar envolvido em um escândalo de corrupção.

## Biografia
Rosselló nasceu em San Juan, capital de Porto Rico. É filho do médico Pedro Rosselló e de Maga Nevares, e é o mais novo de três irmãos. Ele frequentou o Colégio Marista de Guaynabo. O seu bisavô paterno, Pedro Juan Rosselló Batle, imigrou em 1902, aos 23 anos, de Lloseta, Espanha.
Durante os anos de colegial, foi atleta e tricampeão júnior de tênis em Porto Rico. Ele foi selecionado para competir nas Olimpíadas Internacionais de Matemática.
Ele se formou em bacharelado pelo Instituto de Tecnologia de Massachusetts (MIT) em 2001, em engenharia biomédica e economia, e doutor em filosofia (Ph.D.) em engenharia biomédica pela Universidade de Michigan.
Como estudante universitário, atuou como presidente da Associação de Estudantes Porto-Riquenhos no MIT e foi o vencedor do prêmio "Escritório do Reitor" por excelente liderança e serviço comunitário. Além disso, ele recebeu o prêmio de "Excelência Acadêmica" e foi o vice-líder mais jovem nas Olimpíadas Internacionais de Matemática em 2000.
Como pesquisador na faculdade, Rosselló se concentrou na pesquisa com células-tronco adultas.

## Carreira Política
Rosselló se envolveu na política durante a eleição para governador de Porto Rico, em 2008, quando seu pai, Pedro Rosselló, perdeu uma primária contra o eventual governador Luis Fortuño. Rosselló foi um delegado de Hillary Clinton para a convenção de nomeação de 2008 e um delegado de Barack Obama para a convenção de 2012. Em 2008, ele teve um papel importante nos esforços de Clinton para a primária presidencial de Porto Rico em 1º de junho, aparecendo em seu anúncio final na TV com vários líderes políticos democratas, incluindo Kenneth McClintock, Roberto Prats e José A. Hernández Mayoral.
Na sequência, tornou-se um comentarista político, escrevendo colunas para El Vocero, um jornal diário publicado em San Juan, cobrindo tópicos de política, ciência, saúde e economia. Além disso, ele apareceu como analista convidado regular em vários talk shows de rádio político.
Ele publicou um livro que descrevia as realizações da administração de seu pai, Pedro Rosselló. Todas as cópias da edição limitada foram esgotadas em um dia. Para difundir a mensagem, ele permitiu que o material fosse de domínio público e o publicou no site da La Obra de Rosselló para que todos pudessem ler.
Em 2012, fundou o Boricua ¡Ahora Es !, um grupo de defesa política que defende a mudança do atual status político de Porto Rico. O movimento incluiu uma campanha educacional de base,  sugerindo que o envolvimento da comunidade internacional pode ser necessário para o governo dos Estados Unidos agir. Boricua ¡Ahora Es! ativamente fez campanha durante o Referendo sobre o status de Porto Rico em 2012.

## Vida pessoal
É casado desde 2012 com Beatriz Rosselló. Eles têm dois filhos, Claudia Beatriz e Pedro Javier Rosselló.

## Controvérsias
Ele alegou ter desenvolvido vários medicamentos, mas só mais tarde esclareceu que eles ainda estão em fase de pesquisa de desenvolvimento.
Foi acusado pela autora boliviana Lupe Andrade de plagiar sua coluna "Responsabilidade e democracia". Ele negou a reclamação e nenhuma ação legal se seguiu.